# Zahrada Portheimka

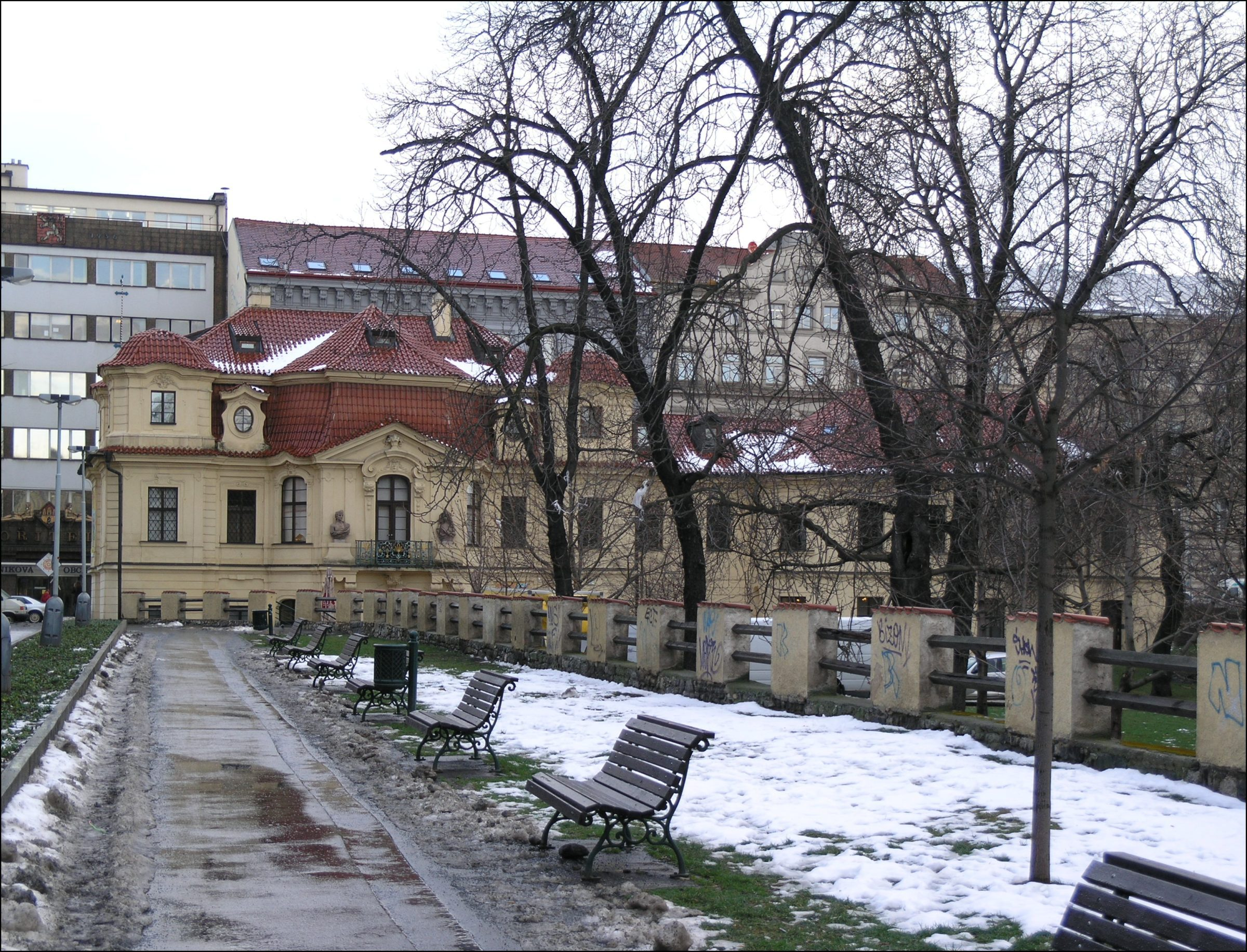
Portheimka

Zahrada Portheimka se rozkládá u smíchovské usedlosti Portheimka, Štefánkova 68/12, na Smíchově v Praze. Rozkládá se mezi Matoušovou ulicí a náměstím 14. října. Má rozlohu 0,69 ha a leží v nadmořské výšce 192 až 194 m n. m. Společně s letohrádkem Portheimka a kašnou je zahrada chráněna jako kulturní památka.

## Historie
Na místě dnešní Portheimky stával nejstarší kartuziánský klášter v českých zemích. Založil jej Jan Lucemburský roku 1342. Klášter byl známý pod jménem Zahrada Panny Marie. Žilo v něm 24 mnichů. V srpnu roku 1419 byl klášter vypálen. Za dob husitství byly zbytky rozebrány a v polovině 15. století nezbylo po klášteře vůbec nic.
Pozemky se na počátku 18. století dostaly pod správu jinonicko-butovického statku. Roku 1719 odkoupil část z nich Johann Michael Schäfler. V roce 1722 je Schäfler prodal Kiliánu Ignáci Dientzenhoferovi, významnému českému baroknímu architektu. Podle smlouvy se jednalo o "zahradu ležící před Újezdskou branou, kousek pole a domeček". Dientzenhofer zde roku 1722 nechal postavit předměstské sídlo podle vlastního návrhu. Vznikla zde dvoupatrová budova s bohatým zahradním průčelím. K domu tehdy přiléhala překrásná barokní rozlehlá zahrada táhnoucí se až k Vltavě. Zahrada byla upravena ve stylu francouzského parku. Byla půdorysně velice složitá a nacházely se v ní sochy, bazény a vodotrysky, habrové aleje a složitě stříhaný zimostráz. Celková délka zahrady byla 400 metrů.

Roku 1753 letohrádek prodali Dientzenhoferovi dědicové paní Felicitě Nellové z Nellenberku. Ta roku 1758 prodala zahradu s letohrádkem hraběti Franzu Leopoldovi Buquoy. Ten zahradu zvětšil přikoupením dalších pozemků a začalo se jí říkat Buquoyka (Bukvojka). V dobách jeho vlastnictví byla zahrada rokokově přebudována, vybavena skleníky pro cizokrajnou flóru, měla velkou oranžerii i fíkovnu. Provozovaly se zde v těch dobách proslavené letní slavnosti panstva.

Roku 1767 Buquoyku zdědil Johann Nepomuk Buquoy a zahradu pronajal v roce 1801 manželům Ticháčkovým i s obydlím využívaným do té doby pro hospodského (dva pokoje, kuchyň, sklep, stáj pro 4 krávy).

Roku 1804 získali Buquoyskou zahradu s obytnou budovou, oranžérií a skleníkem Ferdinand a Anna Delormovi (říkalo se jí tehdy Delormova zahrada) a zřídili zde továrnu na cikorku. Roku 1827 přišel celý majetek do dražby, ve které jej získali bratři Porgesové z Portheimu, majitelé továrny na plátno a karton, která stála na dnešním náměstí 14. října.

Roku 1855 byla Portheimka prodána Josefovi, Heinrichovi, Wilhelmovi a Eduardovi Porgesům z Portheimu. Jaký byl jejich příbuzenský vztah k předchozím majitelům není známo.
V roce 1884 byli jižní křídlo vily zbouráno a část zahrady zrušena kvůli výstavbě nového kostela sv. Vávlava.

V roce 1919 byla další část zahrady prodána smíchovské obci pro výstavbu domů s malými byty.

Roku 1932 Portheimka dostala nuceného správce.

Za protektorátu o zahradu projevila zájem smíchovská Hitler-Jugend. 
Poslední soukromý majitel Portheimky Zdeněk Matouš odmítl; byl obžalován ze schvalování atentátu na Heydricha a popraven. Fibichova ul. ohraničující usedlost na severu byla po válce přejmenována na jeho počest na Matoušovu. 

Po válce se Portheimka dostala pod národní správu.

Roku 1947 započaly opravy. Velkou rekonstrukcí prošla budova v 60. letech 20. století. Až do roku 1990 byla ve správě OPBH Praha 5. Nebytové prostory a zahradu měli v užívání nájemci.

V roce 1992 byl zrekonstruován park. Byl obnoveny cesty a doplněno stromořadí. Úpravy vedl architekt Tomáš Zetka. Následně získal Portheimku nový nájemce, Národní dům Praha, který zde pořádal výstavy.

Roku 2006 byla vybudována umělá závlaha a položen nový travní koberec. Park Portheimka byl zhodnocen jako jeden z nejdůležitějších parků v centru Smíchova.

## Současnost
Portheimka je nyní majetkem hlavního města Prahy, ve správě městské části Prahy 5.

## Kašna v Portheimce
Kašna se nachází u zdi zahrady a tvoří ji barokní kamenná nádrž s mosazným vyústěním vody nad ní. Na nádrži je plastická výzdoba v podobě antického vozu s dvojspřežím. Na voze sedí ženská postava. Původně stála kašna u zdi letohrádku a byla mnohem zdobnější.